# Lei da Repatriação de Recursos (Brasil)
A Lei da Repatriação de Recursos (Lei nº 13.254/16) é como ficou conhecida a lei que criou o Regime Especial de Regularização Cambial e Tributária, no ordenamento jurídico do Brasil. A medida foi uma tentativa de aumentar a arrecadação de impostos para conter a crise econômica de 2014.

## História
O projeto de lei foi encaminhado pela Presidência da República à Câmara dos Deputados tendo a denominação de Projeto de Lei nº 186/2015 sendo aprovado na referida casa ainda em 2015 e aprovado no plenário do Senado, cujo relator foi o senador, Walter Pinheiro, em 15 de dezembro de 2015 e sancionada pela presidente Dilma Rousseff, em 14 de agosto de 2016 e publicada no Diário Oficial da União (DOU) em 14 de janeiro.
A estimativa de repatriação de valores pelo Ministério da Fazenda foi de 50 bilhões, mas o valor atingido na reptriação ao fim de 2016 foi de 46,8 bilhões de reais.

## Ordenamentação jurídica
O diploma legal objetiva evitar práticas de corrupção tributária e cambial, ao instituir, no ordenamento jurídico brasileiro, mecanismos legais para repatriação de valores  cambiais e tributários de recursos, bens ou direitos de origem lícita, não declarados ou declarados incorretamente, remetidos, mantidos no exterior ou repatriados por residentes ou domiciliados no Brasil.[carece de fontes?]

## Repatriação de recursos

### Que podem ser repatriados
A lei prevê que sejam repatriados valores contidos em depósitos bancários, instrumentos financeiros, operações de empréstimo e câmbio, participações em sociedade, ativos intangíveis, bens imóveis e veículos em geral.

### Valores repatriados
Em novembro de 2016, o secretário da Receita Federal, Jorge Rachid, revelou que a arrecadação com o processo de regularização de bens mantidos por brasileiros no exterior, somou 46,8 bilhões de reais. A arrecadação, portanto, ficou abaixo dos 50 bilhões de reais estimados pelo Ministério da Fazenda.

### De origem da corrupção
Em 11 de abril de 2017, foi identificado que o empresário Miguel Iskin, sócio de Sérgio Côrtes no esquema de corrupção investigado pela Operação Fatura Exposta, desdobramento da "Calicute" usou a Lei da Repatriação para tentar legalizar cerca de 27 milhões de dólares depositados nas Bahamas. O Banco Itaú informou à Receita Federal que o empresário "foi resistente a informar a origem dos recursos". Segundo o MPF, os recursos foram depositados em contas da offshore Zeid Holding.
Em 4 de maio de 2017, a Polícia Federal deflagrou uma fase operacional da Operação Lava Jato que identificou que um investigado da operação usou a Lei de Repatriação para lavar dinheiro. De acordo com o Ministério Público Federal (MPF), o ex-gerente da estatal Márcio de Almeida Ferreira, que foi preso, tinha 48 milhões de reais em contas nas Bahamas e, no final de 2016, fez a regularização cambial do montante, alegando que os recursos vieram da venda de um imóvel.